# 3people1minute
『3people1minute』（スリーピープルワンミニット）は、2024年から不定期で日本テレビで放送されるバラエティ特番である。

## 概要
3人以内1分以内なら何でもアリで、色々なパフォーマンスを披露していく。審査基準は「もう一度見たいかどうか」であり、優勝者には賞金300万円が贈られる。

## 出演者

### MC
- 平野紫耀
- 渡辺直美

### 審査員
- 加藤浩次
- SKY-HI
- Travis Payne
- MEGUMI
- RIEHATA

## スタッフ
- 企画・総合演出:髙橋利之
- TM:黒木貴博
- SW:岡田勇輝
- CAM:横田将宏
- テクノクレーン:市川修
- VE:笈川太
- MIX:山田値久
- 照明:村上洋平（第2回）
- モニター:紺野智宏
- 音効:中村鉄太郎、佐伯綾乃
- ECG:宮前芳恵
- ノンリニア:林田泉
- EED:武者宏
- MA:元木綾美
- 美術プロデューサー:稲本浩、齋藤隆史（齋藤→第2回）
- デザイン:平岡真穂、高木彩、横山雅姫（横山→第2回）
- 大道具:米田尚弘
- 特効:星野伸
- 電飾:池田大介（第2回）
- 小道具:今村文孝
- 衣装:珍田愉華（第2回）
- メイク:奥松かつら
- CG:平池優太、板垣壮哲
- TK:竹島祐子
- 通訳:岡崎菜穂（第2回）
- 編成:笹部智大（第2回）
- 宣伝:斉藤由美
- 営業:笹木哲
- FM:川名良和（フロアーズANDカンパニー）
- 制作進行:小松正樹
- デスク:兒島理佳子
- リサーチ:利光宏治、小林徹朗、野島靖公、木賀祐志（野島・木賀→第2回）
- ディレクター:髙橋公彦（第1回-）、有瀧希（第1回-）、長谷川智也（第1回-）、奈良脩人（第1回-）、森田新之介（第1回-）、北原加歩（第1回-）、千田野々香（第1回-）、間嶋涼太（第1回-）、四戸美穂（第2回）/尾頭慶哉（第1回-）、津田菜々美（第2回）、増田奈緒美（第2回）
- 演出:徳永清孝（ステージ、第1回-）、中山準士（番組、いまじん、第1回-）
- プロデューサー:川口信洋（第1回-）、向山典子（いまじん、第1回-）、成子美里（いまじん、第2回）、名田雅哉（officeDA-NA、第1回-）、大平唯加（いまじん、第1回-）/吉無田剛（第1回-）
- チーフプロデューサー:矢野尚子（第1回-）
- 制作協力:いまじん（第1回-）
- 製作著作:日テレ

### 過去のスタッフ
- 照明:千葉雄（第1回）
- 美術プロデューサー:塚原浩晃（第1回）
- 電飾:富田仁（第1回）
- 持ち道具:上田薫（第1回）
- 衣装:山田育子（第1回）
- 通訳:田中丸はるな（第1回）
- 協力:東京都立神経病院（第1回）
- 編成:久道恵（第1回）
- リサーチ:平田陽暉、長澤め一とる（共に第1回）
- ディレクター:佐藤みよ子、羽石広輝、宮本莉沙（共に第1回）
- 演出:本間雄二郎（構成、第1回）
- プロデューサー:駒崎茂之（ロングテイル、第1回）、星野智絵（いまじん、第1回）